# Alexandre Motylev
Aleksandr Anatolievitch Motyliov ou Alexandre Motylev (en russe : Александр Анатольевич Мотылёв), né à Iekaterinbourg en Russie le 17 juin 1979, est un grand maître russe du jeu d'échecs, champion de Russie (en 2001), qui a remporté le championnat d'Europe d'échecs individuel en mars 2014 .
Au 1er mars 2014, il est le 89e joueur mondial, avec un classement Elo de 2 656 points.

## Biographie et carrière

### Débuts
Motyliov apprend les échecs à quatre ans et demi et, à l'âge de onze ans, il atteint le niveau de candidat maître, un titre acquis par son père.
Il devient champion de Russie des moins de 16 ans puis des moins de 18 ans.

### Champion de Russie (2001)
En 2001, il remporte le championnat de Russie mais il alterne ensuite les bons et les mauvais résultats en tournoi, ne terminant le match Russie contre le reste du monde à Moscou avec 1/6. En 2003, il remporte l'Open de Corse rapide à Bastia devant Loek van Wely, Krishnan Sasikiran et Sergei Tiviakov.
Il finit premier ex æquo de l'open Aeroflot en 2005. En 2006, il remporte le tournoi de Wijk aan Zee B avec Magnus Carlsen. 
En juin 2009, il finit premier du tournoi Karpov de Poïkovski (cat XVIII). Grâce à ce résultat, il atteignit son meilleur classement Elo le 1er juillet 2009,  avec 2 710 points et occupa la 27e place au classement mondial.

### Champion d'Europe (2014)
En 2014, il remporte le championnat d'Europe d'échecs individuel avec 9 points sur 11 et une performance de 2872 points Elo réalisant le meilleur score d'un joueur lors d'un championnat d'Europe depuis qu'il se dispute en onze ronde (depuis 2006).
Il est l'un des quatre secondants de Sergueï Kariakine au championnat du monde d'échecs 2016.

### Championnats du monde et coupes du monde
| Année | Lieu                             | Résultat       | Ultime adversaire  | Adversaires battus                 |
| ----- | -------------------------------- | -------------- | ------------------ | ---------------------------------- |
| 2001  | Moscou                           | troisième tour | Alexeï Chirov      | Liang Chong, Aleksandr Grichtchouk |
| 2004  | Tripoli                          | premier tour   | Hicham Hamdouchi   |                                    |
| 2005  | Khanty-Mansiïsk (coupe du monde) | deuxième tour  | Ruslan Ponomariov  | Michael Roiz                       |
| 2007  | Khanty-Mansiïsk (coupe du monde) | deuxième tour  | Bu Xiangzhi        | Boris Savtchenko                   |
| 2009  | Khanty-Mansiïsk (coupe du monde) | troisième tour | Ruslan Ponomariov  | Robert Hess, Ievgueni Naïer        |
| 2011  | Khanty-Mansiïsk (coupe du monde) | premier tour   | Youriï Drozdovskyï |                                    |
| 2015  | Bakou                            | deuxième tour  | Anish Giri         | Boris Gratchiov                    |
| 2017  | Tbilissi                         | deuxième tour  | Anish Giri         | Jeffery Xiong                      |
| 2021  | Sotchi                           | deuxième tour  | Rinat Jumabaev     | Abobker Mohamed Elarabi            |